# Paulo Ribeiro
Paulo Ribeiro, né à Lisbonne, est un danseur, chorégraphe et directeur de compagnie portugais.

## Biographie
Paulo Ribeiro grandit au Portugal. Il danse dans différentes petites compagnies en France et en Belgique avant de créer son premier spectacle en 1984 à Paris au sein de la compagnie Stridanse dont il est cofondateur. En 1988, il retourne au Portugal où il travaille avec la Lisbon Dance Company et participe aux Ateliers chorégraphiques du Ballet Gulbenkian pour lequel il crée respectivement Taquicárdia et Ad Vitam. À partir de 1991, il collabore avec des compagnies internationales renommées comme le Nederlands Dans Theater, les Ballets de Genève, ou le Centre chorégraphique national (CCN) de Nevers.
Il fonde sa propre compagnie homonymie en 1995 avec le soutien du Ministère de la Culture. De 2003 à 2005, il devient maître de ballet et directeur du Ballet Gulbenkian à Lisbonne jusqu'à la fermeture de celui-ci. Certaines de ses œuvres entrent alors au répertoire du CCN de Nancy-Ballet de Lorraine et sont revisitées,.

## Principales chorégraphies
- 1988 : Ad Vitam pour le Ballet Gulbenkian
- 1992 : Le Cygne Renversé pour le Centre chorégraphique national de Bourgogne
- 1995 : Sábado 2
- 1996 : Rumor de deuses
- 1997 : Azul esmeralda
- 1998 : Memorias de pedra tempo caido
- 1999 : Ao vivo
- 2000 : Comédia off
- 2001 : Triste Europeus, jouissez sans entraves
- 2003 : White Feeling pour le Ballet Gulbenkian
- 2003 : Silicone nao
- 2005 : Organic Beat pour le Ballet Gulbenkian
- 2005 : Memorias de um sabado con rumor de azul
- 2006 : Malgré nous, nous étions là
- 2007 : Masculine
- 2008 : Féminine
- 2009 : Maiorca
- 2010 : Paysages... où le noir est couleur
- 2011 : Du don de soi
- 2013 : Jim